# Canais Globo
Canais Globo foi uma plataforma digital de streaming de vídeos sob demanda da Globo, empresa subsidiária do Grupo Globo.

## História
Foi lançado em 14 de agosto de 2011, como o nome de Muu, inicialmente disponível para assinantes da operadora NET, que era parceira do negócio. Em 15 de maio de 2014, foi renomeado para Globosat Play, já com maior disponibilidade de operadoras para o acesso. Em 15 de setembro de 2020, com o projeto Uma Só Globo, houve uma unificação de alguns negócios do Grupo Globo (entre eles, a extinção da marca Globosat), foi renomeado novamente para Canais Globo. O app Canais Globo foi descontinuado em 26 de maio de 2025 e os assinantes foram migrados para o Globoplay através do Plano Premium, conforme aviso aos usuários.

## Acesso
O serviço está disponível para assinantes de operadoras de TV Paga e pode ser acessado através de  Smarts TV, smartphones Android e iOS e web player.

## Diferenças para o Globoplay
O Canais Globo se assemelha com outro serviço de streaming da Globo, o Globoplay. Porém, o Globoplay pode ser acessado por qualquer usuário, bastando ter um cadastro na Globo.com para usufruir dos conteúdos gratuitos e uma assinatura para acessar os conteúdos premium, enquanto o primeiro exige assinatura em operadora de TV por assinatura ou assinatura do plano "+ canais ao vivo" e recentemente  "+ canais" do Globoplay que foi usado até 2024 antes do anúncio da extinção.

## Portifólio

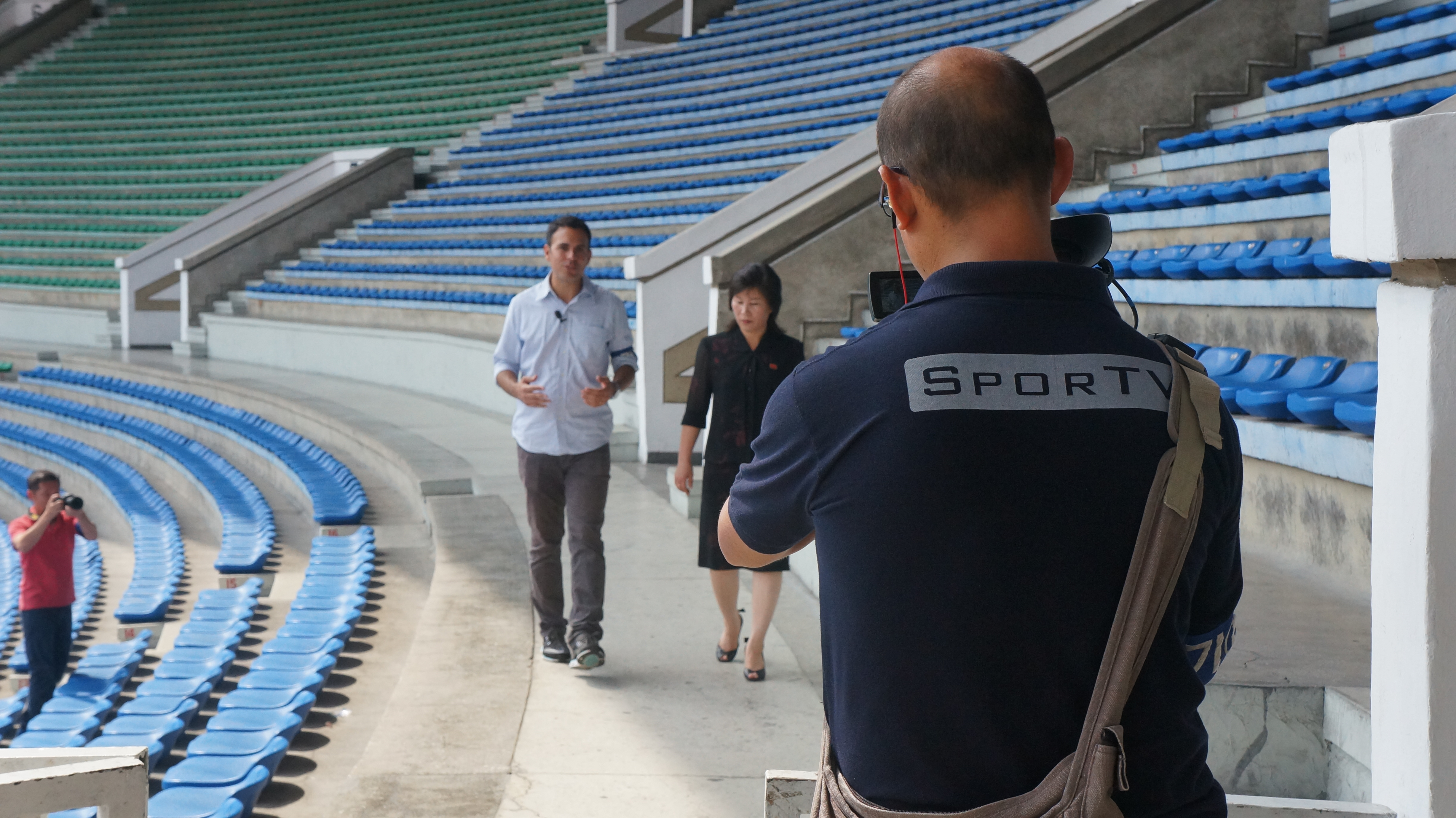
Tiago Maranhão em uma reportagem para o SporTV em agosto de 2014 na Coreia do Norte com Jong Song-ok, ganhadora do Campeonato Mundial de Atletismo de 1999.

O serviço oferecia a transmissão ao vivo e os conteúdos já exibidos pelos canais pagos da Globo. Os canais disponíveis e indisponíveis do serviço são os mesmos ofertados nas operadoras de TV por assinatura e para assinantes do "Globoplay +canais ao vivo".
Canais Básicos
- Bis
- Canal Brasil[nota 1]
- Canal OFF
- GloboNews
- Gloob
- Gloobinho
- GNT
- Megapix
- Modo Viagem
- Multishow
- SporTV
- Studio Universal [nota 2]
- Viva
- Universal TV [nota 2]
- USA Network [nota 2]

Canais Premium 
 (Canais do tipo Pay-per-view)
- Rede Telecine [nota 3]
- Premiere
- Combate
- BBB[nota 4]

Canais indisponíveis, mas que foram parte do portfólio
- For Man [nota 4]
- Playboy TV [nota 4]
- Private [nota 4]
- Sextreme [nota 4]
- Venus [nota 4]
- Sexy Hot